# Aloe pachydactylos
Aloe pachydactylos ist eine Pflanzenart der Gattung der Aloen in der Unterfamilie der Affodillgewächse (Asphodeloideae). Das Artepitheton pachydactylos leitet sich von den griechischen Worten pachys für ‚dick‘ sowie dactylos für ‚Finger‘ ab und verweist auf die im Verhältnis zu ihrer Länge extrem dicken Blätter der Art.

## Beschreibung

### Vegetative Merkmale
Aloe pachydactylos wächst einzeln und stammlos oder mit einem kurzen, aufrechten Stamm von bis zu 7 Zentimetern Länge. Die zehn bis 16 steifen, linealischen Laubblätter sind extrem dick bis fast zylindrisch und bilden Rosetten. Ihre gräuliche, bräunlich überhauchte Blattspreite ist 15 Zentimeter lang, 4,5 bis 5 Zentimeter breit und 2,5 bis 3 Zentimeter dick. Die gerundete Spitze ist gezahnt. Die stechenden, roten, deltoiden Zähne am Blattrand sind 2 bis 3 Millimeter lang und stehen 1 bis 2 Millimeter voneinander entfernt. Der Blattsaft ist blass gelb.

### Blütenstände und Blüten
Der einfache Blütenstand erreicht eine Länge von 30 Zentimeter. Die Trauben sind kurz zylindrisch bis fast kopfig. Die weißen Brakteen weisen eine Länge von 4 bis 6 Millimeter auf. Die breit glockenförmigen, orangegelben Blüten stehen an 5 bis 8 Millimeter langen, rötlichen Blütenstielen. Sie sind etwa 25 Millimeter lang. Auf Höhe des Fruchtknotens weisen die Blüten einen Durchmesser von 5 Millimeter auf. Ihre äußeren Perigonblätter sind auf einer Länge von 3 bis 5 Millimetern nicht miteinander verwachsen. Die Staubblätter ragen bis zu 3 Millimeter und der Griffel ragt bis zu 10 Millimeter aus der Blüte heraus.

## Systematik und Verbreitung
Aloe pachydactylos ist auf Madagaskar auf dem Gipfel des Ibity auf quarzitischem Sandstein in einer Höhe von etwa 2000 Metern verbreitet. Die Art ist nur aus dem Gebiet des Typusfundortes bekannt.
Die Erstbeschreibung durch Thomas A. McCoy und John Jacob Lavranos wurde 2007 veröffentlicht.

## Nachweise